# Gert en Hermien
Gert en Hermien Timmerman (auch: Gert & Hermien) war ein niederländisches Schlagerduo, welches auch kleinere Erfolge in Deutschland hatte.

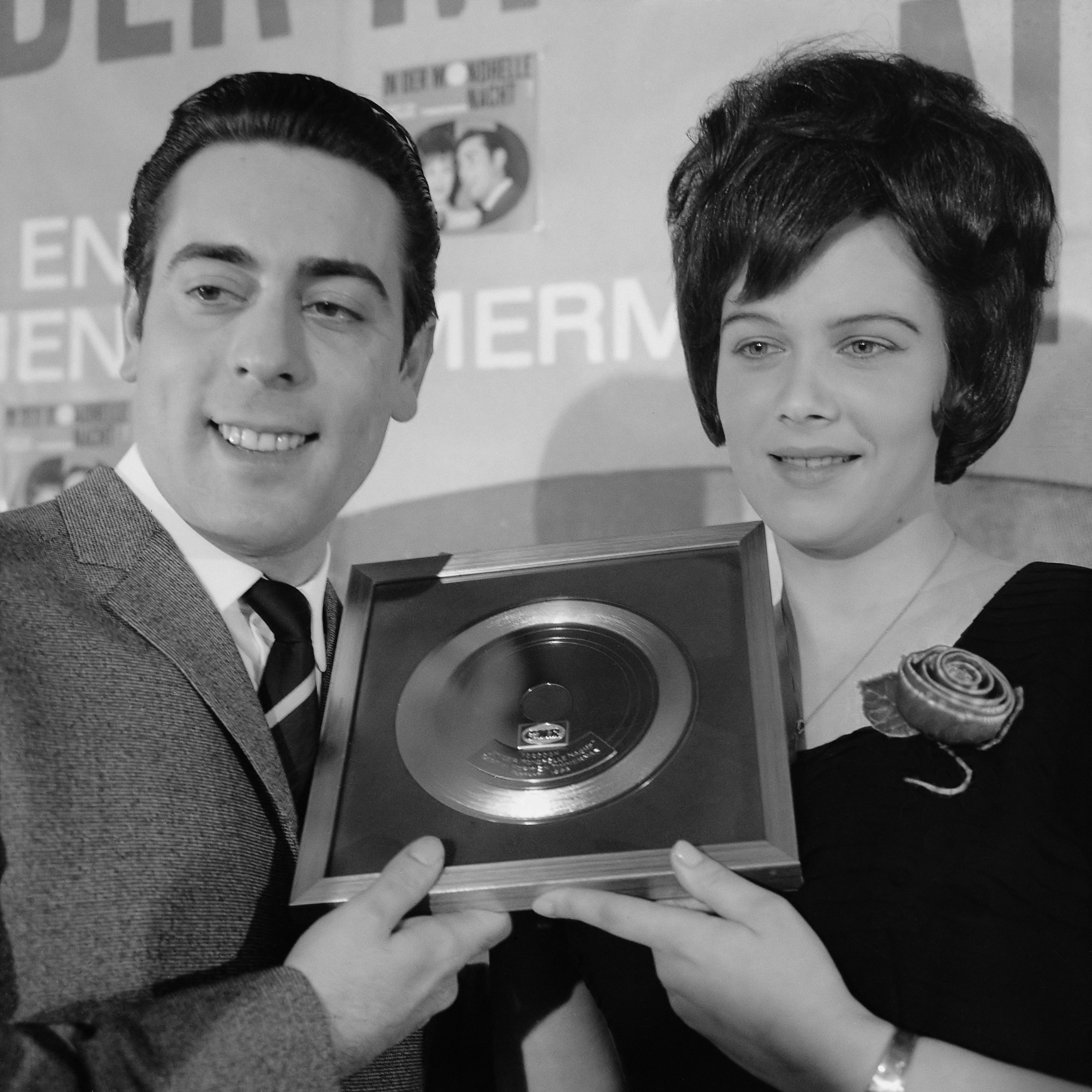
Gert en Hermien, 1966

## Geschichte
Gert Timmerman war 1959 bereits als Sänger bekannt mit dem Hit Ik heb eerbied voor jouw grijze haren (Ich hab’ Ehrfurcht vor schneeweißen Haaren aus der Feder von Bobbejaan Schoepen (der zwei Jahre später den gleichnamigen Freizeitpark eröffnete)). 1963 hatte Timmerman einen weiteren Hit mit dem deutschsprachigen Lied Blumen Von Tahiti (Text: Ernst Bader, Musik: Werner Müller). Im gleichen Jahr bildete er mit seiner Freundin Hermien van der Weide ein Gesangsduo und heiratete sie auch kurz danach. Die bis zu diesem Zeitpunkt erfolgten Veröffentlichungen geschahen unter dem Label von Telefunken, 1964 wechselten sie jedoch zur niederländisch-belgischen Plattenfirma CNR Records. Noch im gleichen Jahrzehnt hatten sie als Duo ihre größten Erfolge mit einfachen Schlagern und landeten diverse Hits. Ab 1970 wird es etwas ruhiger. Gert arbeitet in seinem eigenen Studio in seinem Heimatort Usselo bei Enschede und veröffentlicht vier Solo-Singles, von denen nur Brandend Zand ein Hit wird, eine Coverversion von Einen Ring mit deinem Namen (gesungen von Anna-Lena, geschrieben von Joachim Heider).
Seine Frau konzentrierte in dieser Zeit sich auf die Erziehung der Kinder. 1972 veröffentlichten sie wieder als Duo neue Lieder. Obwohl ihre in diesem Jahr erschienene Single Shalalie shalala, auch bekannt als Alle duiven op de dam (deutsch etwa: Alle Tauben auf dem Damm), nur ein bescheidener Hit wurde, erlangten Gert en Hermien damit mehr Ruhm denn je zuvor. Zu Ende des Jahrzehnts versuchen sie sich erfolglos als Reiseführer in Israel.

## Religiöse Lieder
Der Erfolg fordert seinen Tribut. Das Paar trinkt  Alkohol und wird süchtig nach Tabletten. Es soll auch Gewalt in der Ehe und Vernachlässigung der Kinder gegeben haben.
Bereits seit Jahren dem christlichen Glauben nahe, lassen sie sich am ersten Pfingsttag 1974 in der Kirche der Baptistengemeinde in Enschede taufen. Sie kehren dem Schlager den Rücken zu und treten nur noch bei religiösen Veranstaltungen auf. Es folgen vier, vom christlichen Publikum gut angenommene, Alben mit religiösen Liedern. Während eines Auftritts in einem Enscheder Pflegeheim kommt es zu Protesten, weil sich das Duo weigert, alte Erfolge zu spielen. Sie hatten regelmäßige Fernsehauftritte im Evangelische Omroep und bereisten Israel. Die Welt außerhalb ihrer christlichen Zuhörerschaft nimmt nur noch mit dem 1975 erschienenen Weihnachtsalbum Kerst Met Gert & Hermien Kenntnis vom Schaffen des einstmals populären Schlagerduos.

## 1990er Jahre
1993 brechen sie aber mit der Kirche und wenden sich, auch im Zuge des seinerzeitigen Schlager-Revivals, wie es dieses zeitgleich auch in Deutschland gab, zusammen mit ihrem neuen Vertragspartner Sony wieder ihrer ursprünglichen Profession zu. So brachten sie eine Houseversion ihres Hits Alle Duiven op de Dam heraus und traten auch einmal auch mit der Mundart-Gruppe Normaal auf.
Die Erfolge der Vergangenheit blieben jedoch aus, und nachdem Hermien im Oktober 1997 auf der Bühne einen Herzinfarkt erlitt, wurde sie bei Auftritten durch eine ihrer Töchter ersetzt. 1999 lässt sich das Ehepaar scheiden, auch nachdem eine der Töchter ihrem Vater Missbrauch vorwarf. Gert heiratete einige Jahre später seine neue Frau Barbara Stoevenbeld. Am 23. Mai 2003 starb Hermien Timmerman mit 59 Jahren an Nierenversagen.
2005 wurde Gert Timmerman Träger des Ordens Ridder van Oranje Nassau für sein Engagement für das niederländische Rote Kreuz und der Krebshilfe. Im Januar 2017 wird Timmerman wegen einer schweren Lungenentzündung ins Krankenhaus eingeliefert; im Juni wird bekannt, dass der Sänger Bauchspeicheldrüsenkrebs hat, woran er am 28. Oktober 2017 im Alter von 82 Jahren verstarb.
2020 erschien auf NPO 2 die Dokumentation De Gert & Hermien Story über das Schlagerduo (eine Produktion des NTR).

## Diskografie

### Alben
- 12½ jaar, erschienen am 3. April 1971, Platz 24, 11 Wochen dabei
- Daarom ben ik blij, erschienen am 12. Oktober 1974, Platz 19, 16 Wochen dabei
- Vissers van mensen, erschienen am 7. Juni 1975, Platz 28, 6 Wochen dabei
- Kerst met Gert en Hermien, erschienen am 6. Dezember 1975, Platz 39, 5 Wochen dabei

Andere Alben:
- 1972 – ohne Titel
- 1976 – Als een licht in Donk’re nacht
- 1979 – De Tijd is nabij
- 1979 – Elk uur elk ogenblik
- 1979 – Want een kind is ons geboren
- 1980 – Elk Uur elk Ogenblik
- 1981 – Tussen mij en deze Wereld
- 1983 – Is het waar?
- 1984 – Maranatha
- 1989 – Ja nu weet ik zeker
- 1990 – Vroeger lijkt een uur geleden
- 1993 – Geniet van het leven
- 2005 – Al Het Mooie in het leven

### Singles
- Tijd voor Teenagers Top 10
- In der Mondhelle Nacht, erschienen am 7. November 1964, Platz 6, 7 Wochen dabei
- Top 40
- In der Mondhelle  Nacht, wieder erschienen am 2. Januar 1965, Platz 7, 8 Wochen dabei
- Corsica d'amore (mit Helen & Fred), erschienen am 23. April 1966, Platz 18, 9 Wochen dabei
- Olé in Mexico, erschienen am 18. März 1967, Platz 31, 3 Wochen dabei
- Heimwee naar Barcelona, erschienen am 2. September 1967, Platz 18, eine Woche dabei
- Jij...... Alleen, erschienen am 28. Oktober 1967, Platz 22, 8 Wochen dabei
- Een droombeeld, erschienen am 27. Juli 1968, Platz 4, 6 Wochen dabei
- Waarom heeft men op het stadhuis dat verzwegen, erschienen 1969, keine Platzierung
- Reuzenrad, erschienen am 28. Februar 1970, Platz 19, zwei Wochen dabei
- Shalalie shalala (Alle duiven op de Dam), erschienen am 18. November 1972, Platz 23, 7 Wochen dabei  (Platz 27 in den Hilversum 3 Top 30)
- Daarom ben ik blij, erschienen am 9. November 1974, Platz 17, zwei Wochen dabei

## Hits in Deutschland
- 1963 – Blume von Tahiti (ohne Hermien)
- 1963 – Nimm deine weisse Gitarre (ohne Hermien)
- 1964 – In der mondhelle  Nacht
- 1965 – Der bunte Hochzeitswagen